# Iphiaulax festivus
Iphiaulax festivus är en stekelart som beskrevs av Szepligeti 1901. Iphiaulax festivus ingår i släktet Iphiaulax och familjen bracksteklar. Inga underarter finns listade i Catalogue of Life.